# Space Shuttle Discovery
Lo Space Shuttle Discovery (denominazione NASA OV-103) è uno Space Shuttle della NASA. Il suo primo volo risale al 30 agosto 1984. Fu il terzo Shuttle a essere operativo (se si esclude il prototipo Enterprise) e il più vecchio rimasto in servizio dato che i suoi predecessori Columbia e Challenger sono andati perduti in missione. L'orbiter ha concluso con successo la sua ultima missione il 9 marzo 2011.
Deve il proprio nome alla nave HMS Discovery, che trasportò l'esploratore James Cook nell'ultimo dei suoi tre viaggi principali. Non ufficialmente, lo Shuttle trae il proprio nome da Discovery, l'astronave del film 2001: Odissea nello spazio.
Fu lo Shuttle che mise in orbita il Telescopio Spaziale Hubble e due delle tre missioni di manutenzione del telescopio vennero effettuate con la stessa navicella. Ha anche lanciato la sonda Ulisse e tre satelliti TDRS. È stato sempre il Discovery a riprendere i voli della NASA dopo i disastri del Challenger e del Columbia.

## Aggiornamenti
Discovery pesava circa 3.120 kg meno del Columbia quando fu messo in servizio grazie a miglioramenti apportati durante la costruzione.
A partire dalla fine del 1995, Discovery ha passato nove mesi in manutenzione. Questo ha comportato alcuni aggiornamenti tra cui una serie di 5 serbatoi criogenici e una camera di compensazione esterna per permettere le missioni sulla Stazione spaziale internazionale.
Dopo la missione STS-105, Discovery è diventato il primo della flotta orbiter ad avere importanti modifiche.

## Ritiro
Il veicolo spaziale Discovery è stato ritirato dal servizio il 9 marzo 2011.
Successivamente, la NASA ha proposto Discovery allo Smithsonian Institution per un'esposizione pubblica, previa un'operazione di decontaminazione della durata di circa un mese. Dal 2012, il veicolo è ospitato presso lo Steven F. Udvar-Hazy Center in Virginia.

## Missione STS-114
Il 26 luglio 2005 alle 10:39 EDT, il Discovery decollò per la missione STS-114. Fu il primo Shuttle lanciato dal febbraio 2003 dopo il disastro del Columbia. Video girati durante il lancio del Discovery mostrarono come parti del rivestimento del serbatoio si fossero staccate durante la partenza. Sebbene non fosse evidente che questi frammenti potessero aver danneggiato il Discovery, la NASA sospese i voli fino alla risoluzione del problema.
Il Discovery sarebbe dovuto rientrare l'8 agosto 2005, ma si decise di estendere la durata della missione per le pessime condizioni del tempo. L'orbiter rientrò il 9 agosto 2005 ed atterrò alle 8:12 EDT, presso la Edwards Air Force Base, dopo aver percorso 9,3 milioni di chilometri.

## Voli
Con l'ultima missione del marzo 2011, la STS-133, lo Space Shuttle Discovery ha effettuato 39 voli, rimanendo in orbita per 365 giorni, 12 ore, 53 minuti e 34 secondi, completando 5.830 orbite, corrispondenti a 238.539.663 km.

## Missioni da segnalare
- STS-41-D: Primo volo
- STS-51-D: Trasporto del Senatore degli Stati Uniti d'America Jake Garn (R-UT)
- STS-26: Ritorno al volo dopo il disastro del  Challenger (STS-51-L)
- STS-95: Secondo volo con John Glenn, il più vecchio uomo che abbia volato nello spazio
- STS-114: Ritorno al volo dopo il disastro del Columbia (STS-107)
- STS-133: Ultimo volo

## Cronologia delle missioni
| Data              | Designazione | Note |
| ----------------- | ------------ | --- |
| 30 agosto 1984    | STS-41-D     | Lancio di due satelliti per le telecomunicazioni incluso il LEASAT F2 |
| 8 novembre 1984   | STS-51-A     | Lancio e recupero di due satelliti per le telecomunicazioni incluso il LEASAT F1 |
| 24 gennaio 1985   | STS-51-C     | Lancio del satellite DOD Magnum ELINT |
| 12 aprile 1985    | STS-51-D     | Lancio di due satelliti per le telecomunicazioni incluso il LEASAT F3 |
| 17 giugno 1985    | STS-51-G     | Lancio di due satelliti per le telecomunicazioni |
| 27 agosto 1985    | STS-51-I     | Lancio di due satelliti per le telecomunicazioni LEASAT F4. Recupero del LEASAT F3 |
| 29 settembre 1988 | STS-26       | Ritorno al volo, lancio del TDRS |
| 13 marzo 1989     | STS-29       | Lancio del TDRS |
| 22 novembre 1989  | STS-33       | Lancio del satellite DOD Magnum ELINT |
| 24 aprile 1990    | STS-31       | Lancio del Telescopio Spaziale Hubble (HST) |
| 6 ottobre 1990    | STS-41       | Lancio della sonda Ulisse |
| 28 aprile 1991    | STS-39       | lancio del satellite DOD Air Force Program-675 (AFP675) |
| 12 settembre 1991 | STS-48       | Upper Atmosphere Research Satellite (UARS) |
| 2 gennaio 1992    | STS-42       | Laboratorio internazionale di microgravità 1 (IML-1) |
| 2 dicembre 1992   | STS-53       | Svolta per il dipartimento della difesa Statunitense |
| 8 aprile 1993     | STS-56       | Atmospheric Laboratory (ATLAS-2) |
| 12 settembre 1993 | STS-51       | Advanced Communications Technology Satellite (ACTS) |
| 3 febbraio 1994   | STS-60       | Wake Shield Facility (WSF) |
| 9 settembre 1994  | STS-64       | LIDAR In-Space Technology Experiment (LITE) |
| 3 febbraio 1995   | STS-63       | Rendezvous con la stazione spaziale Mir (stazione spaziale); prima missione con un pilota donna Eileen Collins                                                                             |
| 13 luglio 1995    | STS-70       | Settimo Tracking and Data Relay Satellite (TDRS) |
| 11 febbraio 1997  | STS-82       | Missione di servizio per il Telescopio Spaziale Hubble (HST) |
| 7 agosto 1997     | STS-85       | Cryogenic Infrared Spectrometers and Telescopes |
| 2 giugno 1998     | STS-91       | Ultima missione Mir/Shuttle |
| 29 ottobre 1998   | STS-95       | Secondo volo con John Glenn |
| 27 maggio 1999    | STS-96       | Missione di rifornimento per la Stazione spaziale internazionale |
| 19 dicembre 1999  | STS-103      | Missione di servizio per il Telescopio Spaziale Hubble (HST) |
| 11 ottobre 2000   | STS-92       | Assemblaggio della Stazione spaziale internazionale |
| 8 marzo 2001      | STS-102      | Variazione dell'equipaggio della Stazione spaziale internazionale |
| 10 agosto 2001    | STS-105      | Cambio equipaggio della Stazione spaziale internazionale |
| 26 luglio 2005    | STS-114      | Ritorno al volo, riparazione e rifornimento della Stazione spaziale internazionale, verifica delle nuove procedure di sicurezza                                                            |
| 1º luglio 2006    | STS-121      | Rifornimento e cambio equipaggio della Stazione spaziale internazionale, verifica delle nuove procedure di sicurezza                                                                       |
| 9 dicembre 2006   | STS-116      | Installazione segmento P5 e cambio equipaggio della Stazione spaziale internazionale |
| 23 ottobre 2007   | STS-120      | Installazione modulo Harmony e cambio equipaggio alla Stazione spaziale internazionale |
| 31 maggio 2008    | STS-124      | Installazione moduli JLM PM e RMS del Japanese Experiment Module e cambio equipaggio alla Stazione spaziale internazionale                                                                 |
| 15 marzo 2009     | STS-119      | Installazione segmento S6 e cambio equipaggio alla Stazione Spaziale Internazionale |
| 28 agosto 2009    | STS-128      | Rifornimento e cambio equipaggio della Stazione spaziale internazionale. Trasporto del Multi-Purpose Logistics Module Leonardo                                                             |
| 5 aprile 2010     | STS-131      | Missione di servizio per la Stazione spaziale internazionale |
| 24 febbraio 2011  | STS-133      | Trasporto del Permanent Multipurpose Module (PMM) Leonardo e dell'ExPRESS Logistics Carrier (ELC-4) per la Stazione spaziale internazionale. Ultima missione programmata per il Discovery] |

### Tributo e stemmi di missione
| NASA tributo allo Space Shuttle Discovery | NASA tributo allo Space Shuttle Discovery | NASA tributo allo Space Shuttle Discovery | NASA tributo allo Space Shuttle Discovery | NASA tributo allo Space Shuttle Discovery | NASA tributo allo Space Shuttle Discovery | NASA tributo allo Space Shuttle Discovery | NASA tributo allo Space Shuttle Discovery |
| Stemmi delle missioni del Discovery       | Stemmi delle missioni del Discovery       | Stemmi delle missioni del Discovery       | Stemmi delle missioni del Discovery       | Stemmi delle missioni del Discovery       | Stemmi delle missioni del Discovery       | Stemmi delle missioni del Discovery       | Stemmi delle missioni del Discovery       |
| ----------------------------------------- | ----------------------------------------- | ----------------------------------------- | ----------------------------------------- | ----------------------------------------- | ----------------------------------------- | ----------------------------------------- | ----------------------------------------- |
|                                           |                                           |                                           |                                           |                                           |                                           |                                           |                                           |
| STS-41-D                                  | STS-51-A                                  | STS-51-C                                  | STS-51-D                                  | STS-51-G                                  | STS-51-I                                  | STS-26                                    | STS-29                                    |
|                                           |                                           |                                           |                                           |                                           |                                           |                                           |                                           |
| STS-33                                    | STS-31                                    | STS-41                                    | STS-39                                    | STS-48                                    | STS-42                                    | STS-53                                    | STS-56                                    |
|                                           |                                           |                                           |                                           |                                           |                                           |                                           |                                           |
| STS-51                                    | STS-60                                    | STS-64                                    | STS-63                                    | STS-70                                    | STS-82                                    | STS-85                                    | STS-91                                    |
|                                           |                                           |                                           |                                           |                                           |                                           |                                           |                                           |
| STS-95                                    | STS-96                                    | STS-103                                   | STS-92                                    | STS-102                                   | STS-105                                   | STS-114                                   | STS-121                                   |
|                                           |                                           |                                           |                                           |                                           |                                           |                                           |                                           |
| STS-116                                   | STS-120                                   | STS-124                                   | STS-119                                   | STS-128                                   | STS-131                                   | STS-133                                   |                                           |